# Linda Sue Park
Linda Sue Park es una escritora estadounidense de literatura infantil. Park publicó su primera novela, Seesaw Girl, en 1999. A la fecha, ha escrito seis novelas para niños y cinco libros ilustrados para lectores jóvenes. El trabajo de Park adquirió renombre cuando recibió en el 2002 la condecoración Medalla Newbery por su novela A Single Shard.

## Vida personal
Park nació el 25 de marzo de 1960 y creció a las afueras de Chicago. Park ha estado escribiendo poesía e historias desde que tenía cuatro años. Park publicó su primer poema cuando tenía nueve años para la revista Trailblazer. En su paso por la primaria y la secundaria, continuo publicando sus poemas en revistas para niños y jóvenes. 
Park compitió en el equipo de gimnasia de la Universidad de Stanford y se graduó con un título universitario en Inglés. Ella obtuvo grados en Literatura del Trinity College en Irlanda y de la Universidad de Londres.
Antes de escribir su primer libro, Park trabajo en muchos oficios, incluyendo relaciones públicas para una gran firma petrolera, crítica culinaria para revistas y periódicos ingleses, y enseñando inglés como segunda lengua a estudiantes universitarios. Actualmente se desempeña como miembro del comité directivo de la National Children's Book and Literacy Alliance.
Park compitió en el concurso de televisión Jeopardy! en un episodio transmitido el 20 de octubre del 2006, terminando en tercer lugar.
Park vive en Rochester, Nueva York, con su esposo y sus dos hijos, Sean y Anna. Vino de Hong Kong en 2007.

## Temas
Park escribe ficción histórica. Con la excepción de sus tres libros ilustrados, toda la obra de Park se centra en la historia y cultura coreana. Sus primeras tres novelas ocurren en la antigua o medieval Corea. Sin embargo, su cuarta novela, When My Name Was Keoko, representa la más reciente historia de la Ocupación japonesa de Corea durante la Segunda Guerra Mundial. Project Mulberry ocurre en un entorno contemporáneo a las afueras de Chicago. El más reciente libro de Park, Archer’s Quest, introduce una figura histórica en los tiempos modernos. 
Park investiga su ascendencia coreana a través de sus libros, demostrado por los detalles históricos dentro de sus obras, sus notas del autor y sus bibliográficas. Entre los temas que trata destacan elementos característicos de la cultura coreana, como: el bordado (Seesaw Girl); las luchas de cometas (The Kite Fighters); la cerámica (A Single Shard); las polillas (Project Mulberry); la gastronomía (Bee-Bim Bop); y el tiro con arco (Archer’s Quest). Ella aun continua publicando poesía.

### Aventura
- The 39 Clues 9: Aviso de Tormenta (2010)

### Ficción
- Seesaw Girl (1999)
  - Children's Literature Choices, Best Book 2000 List
- The Kite Fighters (2000)
  - Junior Library Guild Selection, Spring 2000
- El Aprendiz
  - Children's Literature Choices, Best Book 2001 List
- A Single Shard (2001)
  - Newbery Medal 2002
- When My Name Was Keoko (2002)
  - James Addams Honor citation
- The Firekeeper's Son (2004)
  - James and Irma Black Honour, 2005
- Mung-Mung: A Foldout Book of Animal Sounds (2004)
- What Does Bunny See?: A Book of Colors and Flowers (2005)
- Yum! Yuck!: A Foldout Book of People Sounds From Around the World (2005)
  - ALA Notable Children's Books, 2006
- Project Mulberry (2005)
  - Chicago Tribune Young Adult Fiction Award
- Bee-bim Bop (2005)
- Archer's Quest (2006)

### Poesía
- "On Meeting a Poet," "Changing the Sheets," "Mobius," " Fourth-Grade Science Project," Avatar Review, Summer 1999
- "Handstand", Atlanta Review, Spring/Summer 2000
- "Seven Sins: Portrait of an Aristocratic Young Woman," "Irreversible Loyalty," "A Little World," "The Ramparts at Calvi," The Alsop Review
- "Armchair Journey," "Hyphen," Miller's Pond, Spring 2002
- "Picturing the Words," "When the Last Panda Died," "Tide Pool," Avatar Review, Summer 2004

### Artículos
- "Linda Sue Park", The Horn Book Magazine, julio/agosto de 2002
- "¿Quien escribió eso? Presentando a Linda Sue Park, California Kids! octubre de 2003
- "Biografía de Linda Sue Park"
- "Linda Sue Park: A Teacher Found" (enlace roto disponible en Internet Archive; véase el historial, la primera versión y la última)., Teaching PreK-8, Nov/Dic 2004

### Entrevistas
- "Una entrevista con Linda Sue Park"
- "Linda Sue Park: Feria del libro 02", Un webcast en video de un congreso de biblioteca
- "Linda Sue Park P y R"
- "Transcripción de la entrevista a Linda Sue Park desde Scholastic
- "Una entrevista con Linda Sue Park", The Alsop Review
- "Linda Sue Park", DownHome Books
- "Actualización de autor: Linda Sue Park" Archivado el 29 de septiembre de 2011 en Wayback Machine.